# Vincent Lemire
Vincent Lemire est un historien français né en 1973 à Paris.
Auteur de plusieurs ouvrages populaires mais parfois controversés sur Jérusalem, il est maître de conférences en histoire contemporaine à l'université Gustave-Eiffel.

## Parcours universitaire

### Formation
Vincent Lemire obtient l'agrégation d'histoire en 1998 puis part à Jérusalem « un peu par hasard », après que Robert Ilbert lui a parlé d'une ville qui « regorge de mémorialistes, de chroniqueurs, d'idéologues, mais qui manque d'historiens. »
Il soutient en 2006 une thèse ayant pour sujet « La soif de Jérusalem », qui est publiée en 2011.
Il parle, de son propre aveu, très mal l’arabe et l’hébreu

### Travaux sur Jérusalem
En 2010, Il publie “La soif de Jérusalem”. Essai d’Hydrohistoire, 1840-1940 (Éditions de la Sorbonne 2010) ; Jérusalem 1900.
En 2012, il publie “La ville sainte à l’âge des possibles” (Armand Colin 2012), traduit en anglais, hébreu, et arabe.
En 2016, il a dirigé le volume collectif Jérusalem, histoire d’une ville-monde des origines à nos jours avec ses co-auteurs Katell Berthelot, Julien Loiseau et Yann Potin (Flammarion 2016,), ainsi que le livre collectif “Le Moyen-Orient de 1876 à 1980” (Armand Colin – Dunod 2016)
Dans son introduction à Jérusalem, histoire d'une ville-monde des origines à nos jours (2016), il décrit la ville comme l'endroit « où le monde entier se donne rendez-vous, périodiquement, pour s'affronter, se confronter, se mesurer. » 
Il dirige le projet international Open Jerusalem qui consiste à échanger des documents d'archives et construire une base de données sur la ville dite « trois fois sainte »,.
De 2019 à août 2023, il dirige le Centre de recherche français à Jérusalem,. Depuis 2020, il est maître de conférences en histoire contemporaine à l'université Gustave-Eiffel.
En 2022, il publie une monographie consacrée à l'histoire du quartier maghrébin, intitulée Au pied du mur. Vie et mort du quartier maghrébin de Jérusalem (1187-1967), qui fut détruit en deux jours par les autorités israéliennes, après sa conquête à la suite de la guerre des Six Jours, les 10 et 11 juin 1967 pour permettre l’accès des pèlerins juifs au mur des lamentations en échange du contrôle de l’esplanade des mosquée donnée à la Jordanie.
La même année sort la bande dessinée Histoire de Jérusalem, réalisée avec le dessinateur Christophe Gaultier. Grand succès en librairie en France, l’ouvrage a été traduit en anglais en 2025 aux éditions Harry N. Abrams.

### Prises de position
En 2013, dans l’émission Concordance des temps sur France Culture intitulée « Jérusalem au début du XXe siècle », il déclare : 

« Le mouvement Jeunes-Turcs, en tout cas sa partie […] libérale fédératrice, s’inspire du modèle de la Révolution française, ce qu’il ne faut pas oublier quand on se demande si la Turquie est en Europe, elle est en Europe, […] pas seulement depuis quelques années, elle est en Europe depuis le XIXe siècle, […] ça me paraît évident, en 1908 l’Empire ottoman est évidemment en Europe, il respire au rythme des conflagrations politiques européennes et mondiales, 1905 la révolution russe, 1906 en Iran… »

En 2016, dans une interview dans Libération, il affirme avoir appris, de ses travaux, sur l’antisemitisme  “Qu’il s’est longtemps confondu avec un antijudaïsme chrétien ancien et structurel, alors que l’antisémitisme musulman est plus récent et contextuel, indexé sur le conflit israélo-palestinien.”  Ces allégations sont contredites par de multiples travaux d’historiens qui ont démontré le caractère endogène de cet antisémitisme notamment via le statut de Dhimmi que les juifs ont subis pendant des siècles en pays arabes, et documenté de manière extensive ,
Depuis les massacres du 7 octobre 2023, Vincent Lemire multiplie les apparitions médiatiques. Il publie régulièrement des tribunes dans Le Monde, et Mediapart. Ses prises de position mentionnent la souffrances des victimes des deux côtés et mettent sur le même plan le Hamas et les dirigeants Israeliens
En janvier 2023, à la suite d'un regain de tensions à Jérusalem-Est et en Cisjordanie, il déclare sur France Inter ne plus croire à la solution à deux États pour résoudre le conflit israélo-palestinien : « De facto il y a un État binational. Dans cet État, il y a deux nations. Sept millions de Juifs israéliens et sept millions de Palestiniens. »
Le 18 septembre 2024, sur le plateau de C ce Soir, V. Lemire compare l’opération des bippers avec l’attaque du 7 octobre, juge cette opération “inconcevable” et l’a condamnée au nom “du choc psychologique” qu’elle a créé parmi les Libanais.
En novembre 2024, Il a qualifié dans un interview sur France Inter le conflit de « le plus grand massacre du proche orient depuis les croisades ». Certains intervenants ont contesté cette prise de position car elle fait abstraction des responsabilités respectives et occulte, par exemple, les cinq cent mils morts de la guerre en Syrie
Il défend aussi les mouvements de protestations pour la Palestine et pour Gaza comme les étudiants de Science Po Paris sur le plateau de France Television
Dans une tribune dans le journal Le Monde en août 2025, il réclame au président E. Macron des sanctions contre Israël, qu’il accuse, sans fournir de preuves, de « famine organisée faisant partie du plan de nettoyage ethnique ». D’autres sources contredisent ces accusations

## Analyse critique des travaux de Vincent Lemire
Les travaux de Vincent Lemire, consacrés à l’histoire de Jérusalem à l’époque ottomane, mandataire et contemporaine, ont suscité des appréciations contrastées. Plusieurs recensions ont salué ses apports méthodologiques et documentaires. À propos de La Soif de Jérusalem. Essai d’hydrohistoire (1840-1948), l’historien Frédéric Graber écrit : 

« L’ouvrage de Vincent Lemire force l’admiration, non seulement parce qu’il parvient à écrire une histoire de la ville elle-même [...], mais surtout par l’ampleur de son travail. [...] L’ouvrage maintient une attention fine aux détails, tout en construisant un récit d’une grande clarté, très précis, très agréable à la lecture, sur une assez longue durée, puisqu’il court des années 1840 aux années 1940. »

Brian Hillman, professeur de philosophie et d’études religieuses à Towson University, a salué la version anglaise de la bande dessinée The History of Jerusalem: An Illustrated Story of 4,000 Years sur le site du Jewish Book Council : 

« Bien que tout historien puisse pinailler sur de petits détails, la narration est dans l’ensemble fidèle aux paradigmes les plus acceptés par la recherche universitaire. The History of Jerusalem associe la rigueur d’un travail académique à l’accessibilité d’un roman graphique. Le langage visuel de la bande dessinée transmet efficacement et avec beauté un récit historique façonné par d’innombrables personnes à travers les siècles. »

D’autres critiques ont pointé des limites d’angle ou de cadrage. Alex Stein relève, à propos de Au pied du Mur. Vie et mort du quartier maghrébin de Jérusalem (1187–1967), un déséquilibre chronologique au profit du XXᵉ siècle et un manque de contextualisation de certaines motivations israéliennes. Le magazine Causeur estime que la BD Histoire de Jérusalem atténue la description de certaines violences liées à la conquête arabe.

Concernant Jérusalem 1900 (trad. hébraïque, 2018), l’historien israélien Yuval Ben-Bassat (Université de Haïfa) estime : 

« En pratique, Jérusalem 1900 est un livre biaisé, sélectif et truffé d’erreurs factuelles et interprétatives. L’ouvrage s’inscrit dans une catégorie d’études qui tendent à décrire la fin de la période ottomane en Palestine, et particulièrement à Jérusalem, de manière idyllique : période de prospérité, de fraternité interreligieuse et intercommunautaire, de développement d’une identité locale ottomane commune et d’échanges intellectuels féconds au sein des élites. [...] L’ouvrage contient d’innombrables erreurs factuelles et éditoriales… Le style accessible au grand public constitue son principal atout, mais il en fait un ouvrage plus populaire qu’académique. Même un public non universitaire mérite toutefois un livre plus rigoureux. La décision de traduire un manuscrit aussi peu soigné pourrait relever de motivations idéologiques plutôt que strictement académiques. »

L’historien israélien Motti Golani, cité dans The Forward, évoque un « parfum antisémite » à propos de la BD Histoire de Jérusalem et déclare : 

« Ce n’est pas une recherche historique. Ce n’est pas une historiographie. C’est un récit. C’est une tentative de créer une identité pour Jérusalem. [...] On pourrait y voir un livre d’histoire. Et ce n’est pas le cas. C’est de la propagande. Une propagande dangereuse. »

## Publications
- La Soif de Jérusalem : Essai d'hydrohistoire (1840–1948), éditions de la Sorbonne, 2011  (ISBN 978-2859446598)
- Jérusalem 1900. La ville sainte à l'âge des possibles, Armand Colin, 2013, rééd. éditions Points, 2016  (ISBN 978-2757862285)
- Jérusalem, histoire d'une ville-monde des origines à nos jours, éditions Flammarion, 2016  (ISBN 978-2081389885)
- Révolutions : Quand les peuples font l'histoire, Belin éditeur, 2017  (ISBN 978-2410010596) avec Félix Chartreux, Maud Chirio, Mathilde Larrère, Eugénia Paleraki
- Au pied du mur. Vie et mort du quartier maghrébin de Jérusalem (1187-1967), éditions du Seuil, 2022  (ISBN 978-2021461954)
- Histoire de Jérusalem, Les Arènes BD, 2022  (ISBN 979-1037508836)
- Israël/Palestine : anatomie d'un conflit, avec Thomas Snégaroff, Les Arènes, 2024